# Konstal 105Nb/e
Konstal 105Nb/e – typ czteroosiowego tramwaju, wytwarzanego w 1994 r. w zakładach Konstal w Chorzowie dla warszawskiej sieci tramwajowej. Wyprodukowano 6 wagonów tego typu.

## Konstrukcja
Konstal 105Nb/e wywodzi się konstrukcyjnie od tramwajów typu Konstal 105Ne powstałych w latach 1993–1994. Jest to więc jednokierunkowy, czteroosiowy, silnikowy, wysokopodłogowy wagon tramwajowy. Po prawej stronie nadwozia znajduje się czworo dwuskrzydłowych drzwi z pojedynczymi szybami. W przedziale pasażerskim zamontowano dwa rzędy tapicerowanych siedzeń. W każdym wózku znajdują się dwa silniki prądu stałego, przy czym jeden silnik napędza jedną oś. Tramwaje wyposażono w rozruch oporowy. W stosunku do typu 105Ne jedyną zmianą konstrukcyjną była rezygnacja z montażu zewnętrznych klap rewizyjnych maszyn drzwiowych.

## Dostawy
W 1994 r. wyprodukowano 6 tramwajów typu 105Nb/e.
| Państwo        | Miasto         | Lata dostaw    | Liczba | Numery taborowe               |       |
| -------------- | -------------- | -------------- | ------ | ----------------------------- | ----- |
| Polska         | Warszawa       | 1994           | 6      | 1383II, 1387II–1389II, 1391II | [ 2 ] |
| Łączna liczba: | Łączna liczba: | Łączna liczba: | 6      |                               |       |